# Selahattin Yiğit
Selahattin Yiğit (ur. 1 stycznia 1968) – turecki zapaśnik w stylu wolnym. Olimpijczyk z Barcelony 1992, gdzie zajął jedenaste miejsce w kategorii 92 kg. Zdobył brązowy medal w mistrzostwach Europy w 1991. Złoty medal na igrzyskach śródziemnomorskich w 1993 roku.